# Onalaska (hrabstwo La Crosse)
Onalaska – miejscowość w Stanach Zjednoczonych, w stanie Wisconsin, w hrabstwie La Crosse.